# 오카 준코
오카 준코(岡 純子, 1990년 3월 27일 ~ )는 일본의 성우로, 도쿄도 출신이다.